# Paca Gabaldón
María Francisca Gabaldón Serer, más conocida como Paca Gabaldón (Barcelona, 10 de mayo de 1949) es una actriz y presentadora de televisión española.

## Trayectoria profesional
Sus primeros años de vida transcurrieron en varios países: Turquía, Italia, Argentina, Chile y Perú. A lo largo de estos viajes, inició su formación como artista, con clases de arte dramático, dicción y canto. Fue en Perú donde debutó ante una cámara, en la película Ganarás el pan de Armando Robles Godoy. 
Regresó a España en 1967 y, de la mano de Enrique Martí Maqueda —de quien fue pareja durante siete años—, comenzó a trabajar en Televisión Española como presentadora, bajo el nombre artístico de Mary Francis. Durante esa etapa presentó programas como Musical 14,05 (1967), Musical 67 (1967), con José Luis Barcelona, y Canciones de la mar (1967) con Enrique Rubio.
Poco después dio el salto al cine, participando en numerosas comedias desenfadadas de Pedro Lazaga: Novios 68 (1967), Las secretarias (1968), No le busques tres pies... (1968), Cuidado con las señoras (1968) y No desearás la mujer de tu prójimo (1968).
En los siguientes años, su carrera cinematográfica se desarrolló en papeles secundarios de títulos menores, en los que solía interpretar un prototipo de mujer moderna y seductora: La tonta del bote (1970) de Juan de Orduña, El abominable hombre de la Costa del Sol (1970) de nuevo con Lazaga, Ligue Story (1972) de Alfonso Paso, La semana del asesino (1972) de Eloy de la Iglesia, Me has hecho perder el juicio (1973) de De Orduña, Dormir y ligar: todo es empezar (1974) de Mariano Ozores, Eva, ¿qué hace ese hombre en tu cama? (1975) de Tulio Demicheli, o Redondela (1987) de Pedro Costa.
Entre 1976 y 1977 regresó a televisión para presentar, junto a José Antonio Plaza, el programa 625 líneas, al que seguiría 300 millones (1978) con Kiko Ledgard.
En los años siguientes probó fortuna en el mundo del teatro, y triunfó con obras como Las troyanas (1984), Al derecho y al revés (1984), El castigo sin venganza (1985), Fuera de quicio (1987), de José Luis Alonso de Santos, Entre mujeres (1988), de Santiago Moncada, o Lázaro en el laberinto (1988) de Antonio Buero Vallejo.
En los últimos años de trayectoria interpretativa ha compaginado apariciones en títulos cinematográficos, como El bosque animado (1987), La comunidad (2000), de Álex de la Iglesia, Tuno negro (2001) o Alas rotas (2002), de Carlos Gil, con su presencia en series de televisión de éxito: El súper (1996-1999), Géminis, venganza de amor (2002-2003), Paco y Veva (2004), o Fago (2008), sin descuidar el teatro, medio en el que interpretó las obras Tras las huellas de Bette Davis (2007) junto a Nati Mistral, y Testigo de cargo (2012) de Agatha Christie.

## Trayectoria artística

### Filmografía
- Ganarás el pan, (1965)
- Misión en Ginebra, (1967)
- Novios 68, (1967)
- No desearás la mujer de tu prójimo, (1968)
- ¡Cuidado con las señoras!, (1968)
- No le busques tres pies..., (1968)
- Las secretarias, (1969)
- Susana, (1969)
- El abominable hombre de la Costa del Sol, (1970)
- La tonta del bote, (1970)
- Los corsarios, (1971)
- Black story (La historia negra de Peter P. Peter), (1971)
- Ligue Story, (1972)
- La semana del asesino, (1972)
- El caserío, (1972)
- Drácula contra Frankenstein, (1972)
- El vikingo, (1972)
- La curiosa, (1973)
- Don Quijote cabalga de nuevo, (1973)
- Me has hecho perder el juicio, (1973)
- Dormir y ligar: todo es empezar, (1974)
- El reprimido, (1974)
- La boda o la vida, (1974)
- Eva, ¿qué hace ese hombre en tu cama?, (1975)
- Madres solteras, (1975)
- Cuando los maridos se iban a la guerra, (1976)
- Mauricio, mon amour, (1976)
- La espuela, (1976)
- La violación, (1977)
- El fin de la inocencia, (1977)
- Un millón por tu historia, (1980)
- Patrizia, (1980)
- Dos pillos y pico, (1981)
- Barcelona Sur, (1981)
- La Plaza del Diamante, (1982)
- Fanny Pelopaja, (1984)
- El último penalty, (1984)
- Redondela, (1987)
- El bosque animado, (1987)
- La diputada, (1988)
- Hermana, ¿pero qué has hecho?, (1995)
- Niño nadie, (1997)
- Potaje de pasiones (Cortometraje, 1999)
- La comunidad, (2000)
- Tuno negro, (2001)
- Brasil (Cortometraje, 2002)
- Alas rotas, (2002)
- Made in China (Cortometraje, 2003)
- Iris, (2004)
- La fuente de Carmen Amaya (Cortometraje, 2004)
- El precio de una Miss, (2005)
- Carmo, (2008)
- Deseos, (2011)
- Primer asalto (Cortometraje, 2012)
- Huidas, (2014)
- La manzana de oro, (2022)
- Osario Norte, los últimos días de San Valentín (Documental, 2024)

### Actuaciones en televisión
| - Maruxa (Película de televisión, 1969) - Que usted lo mate bien - El equipaje (3 de abril de 1979) - Estudio 1 - Esperando la carroza (7 de febrero de 1983) - La Plaza del Diamante - Episodio 1 (5 de diciembre de 1983) - Episodio 2 (12 de diciembre de 1983) - Episodio 3 (19 de diciembre de 1983) - Episodio 4 (26 de diciembre de 1983) - Segunda enseñanza - La era de Acuario (6 de febrero de 1986) - Primera función - Ocho mujeres (27 de julio de 1989) - Los suaves murmullos del mar (30 de noviembre de 1989) - Habitación 503 - Se busca rey (11 de diciembre de 1993) - Compuesta y sin novio - La boda (19 de septiembre de 1994) - Encuentro en Madrid (3 de octubre de 1994) - Mañana será otro día (17 de octubre de 1994) - Escala en Puerto Rico (31 de octubre de 1994) - El regreso (1 de noviembre de 1994) - El día que me quieras - Una mujer para toda la vida (10 de enero de 1995) - Aquí hay negocio - Pintan damas (28 de enero de 1995) - Golpe de estado (4 de febrero de 1995) - Gazpacho para tontos (8 de abril de 1995) - La manzana podrida (15 de abril de 1995) - Noticias frescas (2 de agosto de 1995) - Nos vamos de vacaciones (16 de agosto de 1995) - Adiós para siempre (22 de agosto de 1995) - ¿Qué te apuestas? (23 de agosto de 1995) - Punto y aparte (28 de agosto de 1995) - Médico de familia - Cuando digo no, es no (30 de abril de 1995) - Turno de oficio: 10 años después - Crisis (7 de marzo de 1997) | - El súper - El comisario - Un cadáver inquieto (1 de mayo de 2000) - Paraíso - Vudú (12 de julio de 2001) - Desenlace - Doble vida (2002) - Géminis, venganza de amor - Paco y Veva - Año nuevo, vida nueva (8 de enero de 2004) - Ni en tu casa ni en la mía (15 de enero de 2004) - Alquila como puedas (22 de enero de 2004) - Este bajo es una ruina (29 de enero de 2004) - Peor solo que bien acompañado (5 de febrero de 2004) - Los ángeles existen (12 de febrero de 2004) - Top Secret (19 de febrero de 2004) - Un extraño en mi cama (26 de febrero de 2004) - Paripé (4 de marzo de 2004) - Sé infiel, pero mira con quién (10 de septiembre de 2004) - Máxima rivalidad (17 de septiembre de 2004) - Ya es primavera en Cupido Express (24 de septiembre de 2004) - ¿Nos conocemos? (1 de octubre de 2004) - Duelo de cucharas en Cupido Express (8 de octubre de 2004) - El ex siempre llama dos veces (15 de octubre de 2004) - La vie en rose (22 de octubre de 2004) - Una noche en la ópera (29 de octubre de 2004) - Embarazosa situación (29 de octubre de 2004) - Un dia, una nit (Película de televisión, 2006) - Divinos - Los padres de ella (10 de julio de 2006) - La tele de tu vida - Episodio 17 (4 de mayo de 2007) - Fago - La emboscada (10 de marzo de 2008) - Sin pistas (17 de marzo de 2008) - Culpable o inocente (24 de marzo de 2008) - 50 años de: Canciones (Cortometraje, documental (2009) |